# Tammerfors arbetarteater

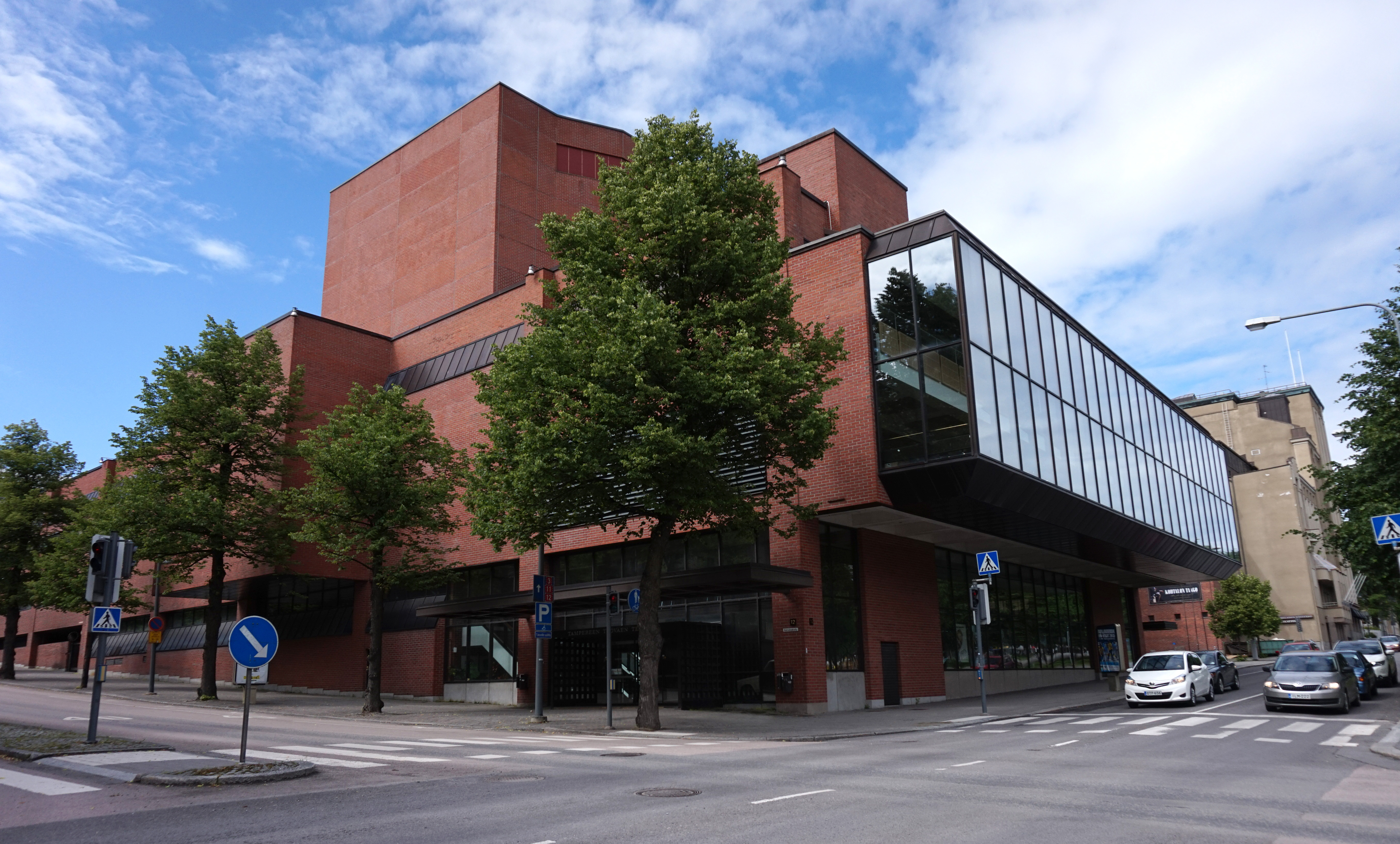
Tampereen työväen teatteri.

Tammerfors arbetarteater (Tampereen työväen teatteri) är en finskspråkig teater i Tammerfors.
Teatern grundades inom den lokala arbetarföreningen och invigdes i september 1901 med Minna Canths Anna Liisa. År 1905 fick teatern lokaliteter i Folkets hus. En ny byggnad planerades länge och förverkligades slutligen under Mikko Majanlahtis chefsperiod 1981–1985. Teatern har idag tre scener, stora scenen med 736 platser, Eino Salmelainen-scenen med 303 platser och Källarteatern med 113 platser. Fastanställda är omkring 40 artister, av dem är 30 skådespelare, en siffra som på senare tid tenderat att svälla ut till minst 60, musiker och frilansare inräknade. 
Teaterns första kraftfulla ledare var Hilda Vuori, som verkade 1906–1917 och lade en fast grund för teaterns vidare utveckling. Kosti Elo (teaterchef 1919–1940) höjde teaterns nivå med en mångsidig repertoar, under hans tid klev Tammerfors upp i toppen bland teaterstäderna i landet. Edvin Laine (1940–1943) organiserade turnéer till fronten under fortsättningskriget och moderniserade teatern. Den legendariske Eino Salmelainen (1943–1964), tidigare chef för Tammerfors teater, satte också upp intresseväckande pjäser och gynnade den inhemska dramatiken, det var en lång period full av konstnärliga framgångar. Han efterträddes av Eugen Terttula (1964–1968), som vässte teaterns samhällskritiska profil med verk av Bertolt Brecht och med Lappo-operan. Han introducerade Väinö Linnas Täällä Pohjantähden alla I–II på scenen. Under Kai Savola (1968–1973) och Lasse Pöysti (1974–1981) steg åskådarsiffrorna markant. Kai Savolas period kännetecknades av sällsynt lyckade pjäsfynd, klok repertoarplanering och konstnärliga fullträffar. Eeva-Liisa Manners Poltettu oranssi höll sig kvar på repertoaren i nio år. 
När Lasse Pöysti blev chef ägnade han sig framför allt åt att planera ett nytt teaterhus (Martti & Marjatta Jaatinen, 1982–1985) och den nationella penninginsamling som arrangerades för ändamålet. Under hans något stormiga period inföll dessutom teaterns 75-årsjubileum och Tammerfors stads 200-årsfest. Pöysti efterträddes av Mikko Majanlahti, vilken redan tidigare verkat som regissör och sedan 1979 som biträdande teaterchef. Bland hans regiuppgifter märks Brechts Galileo Galilei. Av regissörer kan även Ville Auvinen uppmärksammas. Efter Majanlahti följde en period då Taisto-Bertil Orsmaa ledde teatern i fyra månader 1986, och därpå tog en fempersonersgrupp med Simo Tavaste i spetsen över, fram till början av 1990-talet. Därefter kom Jussi Helminen som avgick 1997 och efterträddes av Tammerfors teaters chef Esko Roine, som 2002 fick en ny administrativ chef vid sin sida, Riitta Väisänen-Lahti. Roine efterträddes av Riku Suokas (2006–2013). Därefter blev Kai Hintsanen verkställande direktör och Maarit Pyökäri konstnärlig ledare. År 2019 blev Otso Kautto teaterdirektör.